# Miles Sound System
Miles Sound System — звуковое программное обеспечение, предназначенное в первую очередь для компьютерных игр и используемое как альтернатива для низкобюджетных аудиочипов. Особенность его в том, что он потребляет минимальное количество процессорного времени. 
RAD Game Tools приобрела технологию у Miles Design в 1995.
Начиная с версии 7, введена поддержка аппаратного 3D-ускорения (включая EAX и DirectSound3D)

## Возможности
- Цифровой звук — 8 или 16 битный, моно или стерео
- Формат MP3
- 3D звук — DirectSound3D, EAX 2, EAX 3, EAX 4
- DSP фильтры
- MIDI
- Кроссплатформенность
- Открытые участки кода — на C и C++

## Игры использующие MSS библиотеку
- Syndicate использует MSS библиотеку версии 2, а продолжение, Syndicate Wars использует MSS версию 3.3.
- Valve использует MSS библиотеку версии 6.6a в движке Source.
- Blizzard Entertainment использует MSS библиотеку в Warcraft III.
- В серии игр Supreme Ruler.
- Minecraft: PlayStation 3 Edition.
- Neighbours from Hell использует версию 6.5b.

## Исходные тексты
В 2000 году создатель MSS Джон Майлз (John Miles) выложил на своём сайте исходные тексты нескольких версий 1992-1994 годов с документацией. Версии рассчитаны на работу под MS-DOS в реальном или защищённом режимах.